# Gypona aliqua
Gypona aliqua är en insektsart som beskrevs av Delong och Freytag 1975. Gypona aliqua ingår i släktet Gypona och familjen dvärgstritar. Inga underarter finns listade i Catalogue of Life.